# Brama Jamki

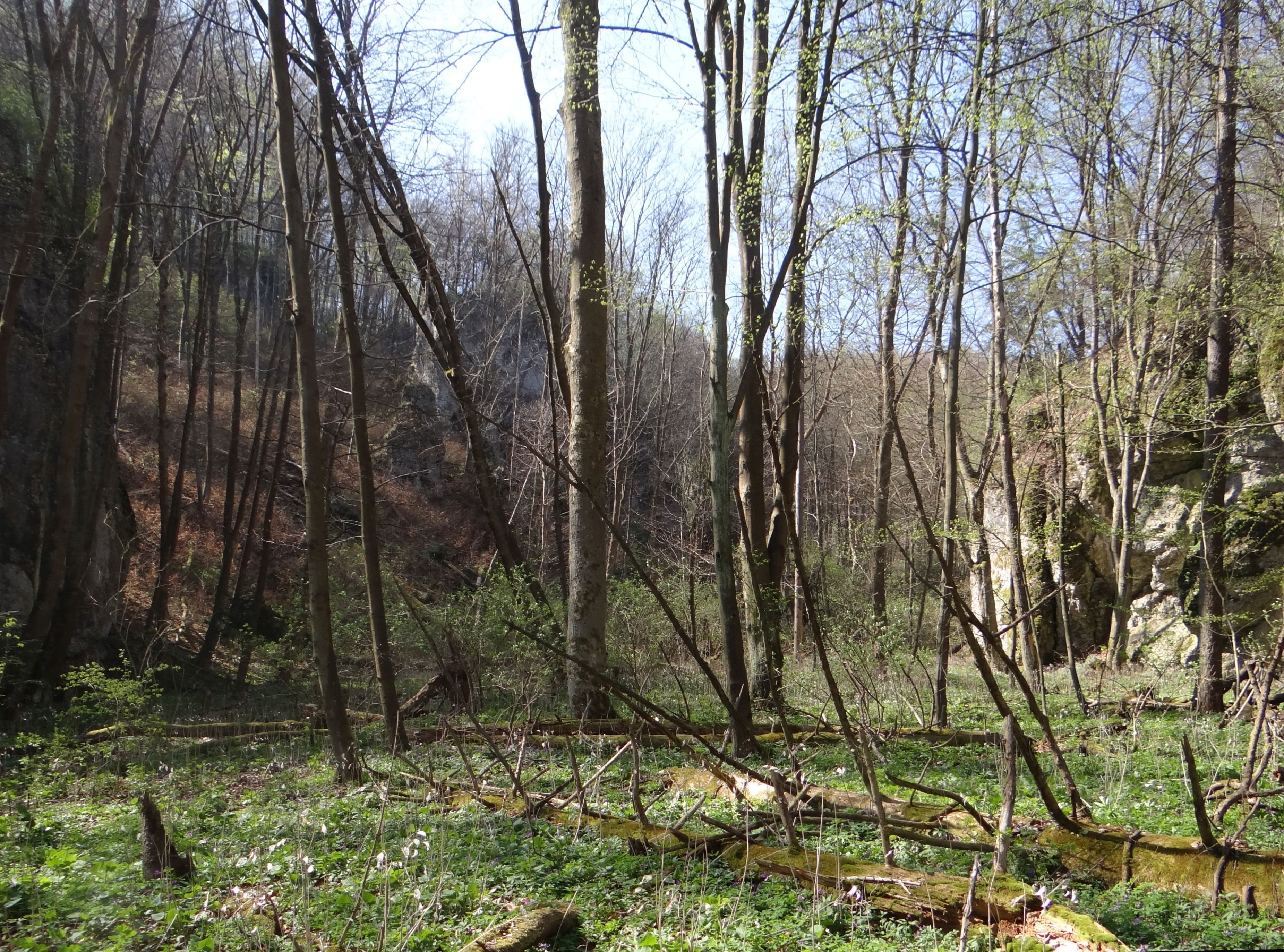
Brama Jamki

Brama Jamki – skalna brama w wylocie wąwozu Jamki do Dolinie Sąspowskiej w Ojcowskim Parku Narodowym. Tworzą ją dwie grupy skał; po południowej stronie są to Skały Malesowe, po północnej Garncarskie Skały. Brama ma szerokość około 60 m. U jej wylotu znajduje się wzniesiony ponad dnem doliny stożek napływowy. Składa się z osadów naniesionych przez wodę, która podczas większych opadów spływa dnem wąwozu Jamki. Stożek ten spycha płynąca dnem Doliny Sąspowskiej Sąspówkę ku przeciwległemu zboczu doliny.
Skały tworzące Bramę Jamki zbudowane są z wapieni. Normalnie wąwóz Jamki jest suchy, woda spływa podziemnymi szczelinami w wapiennych skałach. Tuż poniżej Bramy Jamki na trawiastym i płaskim dnie Doliny Sąspowskiej wypływa odwadniające go Źródło Harcerza. Pomiędzy nim a skałami Bramy Jamki biegnie szlak turystyczny.

## Szlak turystyki pieszej
żółty z Wierzchowia przez Dolinę Prądnika i Dolinę Sąspowską do Pieskowej Skały.